# Kumlienia
Kumlienia es un género con tres especies de plantas de flores de la familia Ranunculaceae. 

## Especies
- Kumlienia cooleyae
- Kumlienia hystricola
- Kumlienia hystricula